# Parafia św. Antoniego Padewskiego w Piechowicach
Parafia pw. św. Antoniego Padewskiego w Piechowicach – parafia rzymskokatolicka w dekanacie szklarskoporębskim w diecezji legnickiej. Jej proboszczem jest ks. Ryszard Soroka. Obsługiwana przez księży diecezjalnych. Erygowana w 1919.

## Linki zewnętrzne

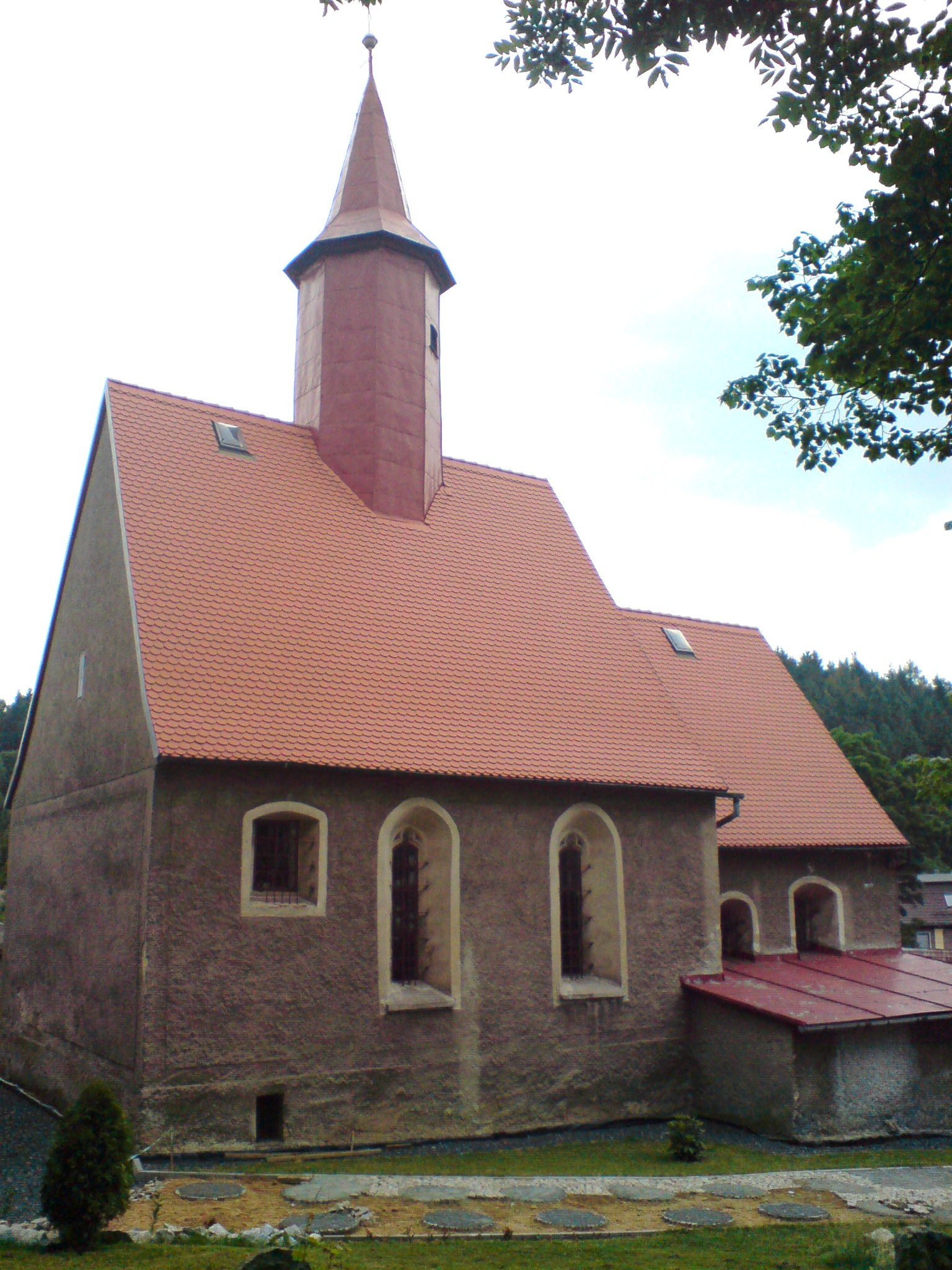
kościół filialny Bożego Ciała w Piechowicach